# Millioktave
Die Millioktave (mO) ist eine Hilfsmaßeinheit für die Größe musikalischer Intervalle. 1000 mO entsprechen einer Oktave bzw. 1200 Cent bzw. einem Intervall mit dem Frequenzverhältnis (Proportion {\displaystyle p}) von 2:1.
Gegenüber dem Centmaß hat sich die Millioktave nie durchsetzen können. Sie wird jedoch bis heute gelegentlich von Autoren verwendet, welche die naheliegende Assoziation von Cent-Angaben mit gleichstufigen Intervallen vermeiden wollen.

## Definition
Die Millioktave mO ist definiert durch:
1000 mO = 1 Oktave
Ist {\displaystyle p} das Frequenzverhältnis des Intervalls {\displaystyle i}, so ist die Größe des Intervalls
{\displaystyle i=1000\log _{2}(p)\,\mathrm {mO} }.
oder taschenrechnerfreundlich mit dem 10er Logarithmus:
{\displaystyle i=1000\cdot {\frac {\log _{10}(p)}{\log _{10}(2)}}\,\mathrm {mO} }
Beispiel: Die Quinte hat das Frequenzverhältnis 2:3, also ist
{\displaystyle {\text{Quinte}}=1000\log _{2}\left({\frac {2}{3}}\right)\,\mathrm {mO} =585\,\mathrm {mO} }
Beispiel:
| Intervall  | Frequenzverhältnis | in Millioktave | In Cent |
| ---------- | ------------------ | -------------- | ------- |
| 1 Oktave   | 2:1                | 1000           | 1200    |
| 2 Oktaven  | 4:1                | 2000           | 2400    |
| 3 Oktaven  | 8:1                | 3000           | 3600    |
| Quinte     | 3:2                | 585            | 702     |
| Quarte     | 4:3                | 415            | 498     |
| große Terz | 5:4                | 322            | 386     |

## Umrechnungen
1 mO = 1,2 Cent = log10(2) Savart ≈ 0,301 Savart

## Geschichte
Eingeführt wurde die Millioktave 1903 vom deutschen Physiker Arthur von Oettingen in seinem Aufsatz Das duale System der Harmonie. Bereits im Jahr 1871 hatte George Biddell Airy in On Sound and Atmospheric Vibrations with the Mathematical Elements of Music den Vorschlag von John Frederick William Herschel diskutiert, die Oktave in 1000 Teile zu teilen.